# مركز تميز
مركز تميُّز يهتم بتيسير العلوم وتقريبه إلى طلاب العلم وعامة الناس من خلال برامج ومعاهد ومنصات تتماشى مع العصري، مع الاهتمام بالتخصص والبناء العلمي السليم على منهج السلف، وتقديم كفاءات ومتخصصين في كل علم، مع الحرص على توظيف التقدم التقني والتنظيم الأكاديمي في خدمة العلم وتسهيله.

## المعاهد والمشاريع التابعة للمركز تميز

### معهد الإمام البهوتي للتفقه الحنبلي
معهد فقهي تعليمي متخصص في تدريس الفقه الحنبلي على طريقة المتأخرين من العلماء: فقهه، وأدلته، وأصوله، وقواعده، وفروعه، على يد نخبة من الأساتذة العلماء المتخصصين. كما يهدف المعهد إلى إكساب الطالب الكفاءة العلمية اللازمة والكفاءة الفقهية المتميزة ليصبح متخصصا في المذهب الحنبلي. كما يهتم المعهد بتطهير النفس وإصلاح القلب وتنمية الفكر والعقل. وهو أول معهد إلكتروني متخصص في تعليم الفقه الحنبلي، وهو أحد المشاريع التي أطلقها مركز تميز. وأول دفعة فيه كانت سنة 2020م.

### معهد الإمام النووي للتفقه الشافعي
معهد في البناء التأسيسي للفقه من خلال المذهب الشافعي وفروعه وأصوله. وتهدف إلى رفد الساحة العلمية والشرعية بخريجين ذوي كفاءة علمية متخصصة وموهبة فقهية متميزة. وهو أول معهد إلكتروني متخصص في تدريس الفقه الشافعي، وهو مشروع علمي متكامل من مشاريع مركز تميز. وأول دفعة فيه كانت سنة 2021م.

### معهد العلامة خليل للتفقه المالكي
أول معهد علمي إلكتروني لدراسة الفقه أصوله وفروعه على مذهب المالكية. وتسعى إلى تكوين شخصية الطالب علميا ودينيا وتأهيله؛ من خلال منهج دراسي محكم ومتدرج في مستوياته، يغطي كافة جوانب البناء العلمي والإيماني والتربوي، على يد نخبة من علماء المذهب المالكي. وهو أحد المشاريع التي أطلقها مركز تميز. وأول دفعة فيه كانت سنة 2021م.

### حفاظ المتون
مشروع متكامل متخصص في حفظ ومراجعة النصوص العلمية. يشمل كل ما يحتاجه الحافظ، بما في ذلك العناية بنصوص المتون، وانتقاء أفضل التحقيقات، واختيار أفضل القراءات، وتخطيط الحفظ، والمتابعة والتشجيع، وخلق بيئة تعاونية بين الحافظين، وغيرها من الأقسام التي يحتاجها الحافظ. وأول دفعة فيه كانت سنة 2021م.

### معهد الإمام ابن مالك للتأسيس اللغوي
أول معهد علمي إلكتروني يدرس علوم اللغة العربية: النحو، والصرف، والبلاغة، والعروض، والأدب. ويسعى إلى تكوين شخصية الطالب اللغوية وتأهيله؛ من خلال منهج دراسي محكم ومتدرج في مستوياته، يغطي كافة جوانب البناء اللغوي باستخدام أحدث أساليب التعلم والتقنيات. وهو أحد المشروعات العلمية لمركز تميز. وأول دفعة فيه كانت سنة 2022م.